# Valentina Cazacu
Valentina Cazacu (n. Volcov) (în rusă Валентина Казаку; n.23 februarie 1956, orașul Călărași din raionul omonim, Republica Moldova), actriță și regizor de teatru în Republica Moldova și în România.

## Biografie
Valentina Cazacu, inițial Volcov, s-a născut la data de 23 februarie 1956 în orașul Călărași din raionul omonim, Republica Moldova) într-o familie de muncitori. De la părinții - Ana (n. 1934 - 1991) și Gheorghe (n. 1932 - 1970) Volcov - a deprins simțul frumosului, dragostea de carte, de artă. Mama ei a avut mai multe locuri de muncă printre care pot fi menționate creșa, unde a lucrat în calitate de dădacă și ospătăria - bucătăreasă. Tatăl lemnar, profesie pe care o mînuia excelent, putea face orice, începînd cu un scăunel mic și terminînd cu o casă aranjată bine cu uși și ferestre confecționate de el personal. Era un om erudit, citit. În atelierul său ținea o bibliotecă nu prea mare. Pentru Valentina se stăruia să aducă articole publicate prin ziare și reviste referitoare la artă, actori, pictură. El îi era sprijin în toate încercările sale de a-și forma personalitatea. În 1970, o boală la plămîni, îl răpește din viața ei.
1963 este anul în care a intrat la Școala Medie din Călărași pe care a frecventat-o pînă în 1973. I-a plăcut foarte mult să învețe, deoarece soarta i-a dăruit pedagogi foarte buni. De neuitat sunt prima ei învățătoare, d-na Ana Chirică, și profesorul de limbă maternă, dl. Valeriu Șindilă, care i-au dat tot ce au avut mai scump - sufletul. De la ei a deprins frumusețea cuvântului și a versului. Datorită dlui Șindilă, în anul 1970 participă la un concurs televizat republican al elevilor declamatori, care îi hotărăște soarta de mai departe. Tot în anii de școală(1964-1973), practică gimnastica sportivă. Între anii 1968-1971 își face studiile la școala de pictură pentru copii, din Călărași, pe care o absolvește cu eminență.
După absolvirea școlii, își încearcă norocul la Institutul de Arte din Chișinău (Gavriil Musicescu), pe care îl frecventează în perioada 1973-1977. Avînd un semn pe față, i-a fost frică să-și înainteze actele la facultatea de actorie și susține examenul la facultatea de regie. Și aici soarta îi dăruiește niște profesori extraordinari la măiestrie ca dl. Veniamin Apostol, d-na Silvia Berova, iar peste doi ani și dl. Victor Ciutac și dl. Anatol Rusu. În cadrul insitutului continuie să practice sportul, numai că gimnastică artistică în loc de sportivă și face parte din echipa institutului, care a avut succes pe arena unională. La sfîrșitul anului întîi de studii, dl. Apostol îi propune să plece în turneu împreună cu teatrul. Acceptă și la data de 26 iunie 1974 primește primul botez pe scena profesionistă, în spectacolul „Mai ia o tabletă” de Makaionok. În 1975 i se propune să lucreze în teatru ca și crainic-translator, fiind angajată și în spectacole. În vara anului 1977 absolvește institutul, iar la 15 noiembrie al aceluiași an i se propune postul de actriță în teatrul Aleksandr Sergheevici Pușkin, actualmente Mihai Eminescu.
La 27 februarie se căsătorește cu actorul Valeriu Cazacu. La 8 mai1978 familia se completează cu un fiu pe nume Eugen Cazacu.
În luna mai 1989 participă la concursul Republican al actorilor declamatori consacrat anului Eminescu unde se bucură de premiul II. Situația deplorabilă din teatru o face să-l părăsească la data de 29 iunie 1989. Se angajează la Palatul Orășenesc al Tineretului. De la un metodist de rînd, a avansat pînă a fi conducător artistic. Teatrul rămas în suflet o face să încerce să monteze cu copii mici spectacole. Lucrează cu ei la Liceul Nr.1 și Gimnaziul Nr.3 din Chișinău. În vara anului 1991 are marea fericire de a participa la „Gala tinerilor actori” de la Costinești, România. În a doua jumătate a aceluiași an, Teatrul „Andrei Mureșanu” din Sfântu Gheorghe (județul Covasna) adrsează o scrisoare „Uniunii Oamenilor de Teatru” din Chișiău prin care invită actorii basarabeni să activeze în cadrul secției române. Ulterior invitației primite, Valentina Cazacu împreună cu alte trei colege de teatru vin în România pentru a lucra în cadrul teatrului solicitant. În urma angajării, împreună cu fiul Eugen se stabilesc cu traiul în România.

## Fișa spectacolelor montate
- Rasul Ibraghimbecov Aidoma Leului (1977)
- Ion Creangă Soacra cu Trei Nurori(1989)
- Miniaturi școlare de la 6 la 17 (1989)
- Vasile Alecsandri Piatra din casă (1989)
- Vasile Alecsandri Modista și cinovnicul (1990)
- Festivalul de colinde (regie si scenariu) (1992)
- H. Andersen/Radu Macrinici Degețica (1992)
- Festivalul de colinde (1993)
- Festivalul de colinde (1994)
- Festivalul de colinde (1995)
- Arcadii Hait Motanul Leopold (1996) [1]
- Festivalul de colinde (1996)
- Festivalul de colinde (1997)
- Festivalul de colinde (1998)
- Festivalul de colinde (1999)
- Motanul Leopold la Teatrul „M. Filotti” din Brăila (2000)[2]
- Degețica, remake (2001)
- Festivalul de colinde (2001)

## Fișa spectacolelor televizate
| Numărul | Anul | Autorul       | Spectacolul                 | Rolul     | Regizorul      |
| ------- | ---- | ------------- | --------------------------- | --------- | -------------- |
| 1       | 1977 |               | Ziua plecării, ziua sosirii | Temiakova | A. Rudeaghina  |
| 2       | 1977 |               | Clocotul apelor             |           | Emil Necula    |
| 3       | 1977 | R. Gamzatov   | Cîmp matern                 | Pămintul  | A. Rusu        |
| 4       | 1983 |               | Două ore de veșnicie        | Galina    | V. G. Logaciov |
| 5       | 1984 | Popovici      | Zori in alarmă              | Ana       | A. Rudeaghina  |
| 6       | 1985 | V. Rozov      | Sărmanul meu Marat          | Lica      | A. Rusu        |
| 7       | 1986 | Petrușchevici | Alarma                      | Monaeva   | Chicu          |

## Spectacole și roluri în care a jucat
| Numărul | Autorul piesei     | Denumirea piesei                            | Rolul                           | Regizorul             | Anul |
| ------- | ------------------ | ------------------------------------------- | ------------------------------- | --------------------- | ---- |
| 1       | A. Makaionok       | Mai ia o tabletă                            | Tamara                          | V. Apostol            | 1974 |
| 2       | A. Vampilov        | Anecdote provinciale                        | Faina                           | I. Stihii             | 1976 |
| 3       | K. Goldoni         | Slugă la doi stăpîni                        | Smeraldina                      | V. Cupcea             | 1977 |
| 4       | A. Marinat         | Dragostea nu-i sfetnic rău                  | Smaranda                        | V. Cupcea             | 1977 |
| 5       | O. Ioseliane       | Cît o fi să trăim                           | Tago                            | V. Apostol            | 1977 |
| 6       | D. Matcovschi      | Cîntec de leagăn pentru bunici              | Maria                           | I. Stihii             | 1977 |
| 7       | A. Lingren         | Piciul și Carlson care trăiește pe acoperiș | Betan                           | V. Rusu               | 1977 |
| 8       | M. Gorichii        | Azilul de noapte                            | Scenă de masă                   | A. Băleanu            | 1977 |
| 9       | I. Druță           | Păsările tinereții noastre                  | Scenă de masă, elevă            | V. Cupcea             | 1977 |
| 10      | A. Chim            | Zborul                                      | Varea                           | V. Rusu               | 1978 |
| 11      | I. Creangă         | Harap Alb                                   | Fata lui Negru Împărat          | A. Băleanu            | 1978 |
| 12      | P. Dedih           | În numele vieții                            | Lenuța                          | P. Baracci            | 1979 |
| 13      | I. Podoleanu       | Pe-o gură de rai                            | Lisaveta                        | V. Apostol            | 1980 |
| 14      | B. Show            | Pygmalion                                   | Scenă de masă                   | I. Stihii             | 1980 |
| 15      | C. Stamatii Ciurea | Actor din provincie                         | Cordebalet                      | V. Rusu               | 1980 |
| 16      | D. Matcovschi      | Pomul vieții                                | Ana                             | V. Apostol            | 1980 |
| 17      | D. Matcovschi      | Tata                                        | Eleonora                        | V. Apostol            | 1980 |
| 18      | D. Matcovschi      | Tata                                        | Elena                           | V. Apostol            | 1980 |
| 19      | D. Matcovschi      | Tata                                        | Efimia                          | V. Apostol            | 1980 |
| 20      | I. Filip           | La moara cu plăcinte                        | Nataflet                        | I. Stihii             | 1981 |
| 21      | A. Ostrovschii     | Însurătoarea lui Balzaminov                 | Raisa                           | N. Aronetcaea         | 1981 |
| 22      | N. Gogol           | Revizor                                     | Scenă de masă                   | A. Băleanu            | 1982 |
| 23      | I. Druță           | Doina                                       | Scenă de masă                   | V. Cupcea             | 1982 |
| 24      | W. Schakespeare    | Mult zgomot pentru nimic                    | Paj                             | R. Caplanean          | 1982 |
| 25      | V. Alecsandri      | Sînzeana si Pepelea                         | Scenă de masă                   | V. Cupcea             | 1982 |
| 26      | A. Țagareli        | Hanuma                                      | Chinto                          | V. Cupcea             | 1983 |
| 27      | V. Cupcea          | Amintiri                                    | Crîșmărița                      | V. Cupcea             | 1983 |
| 28      | F. Abramov         | Casa                                        | Ana                             | V. Apostol            | 1983 |
| 29      | A. Pușkin          | Monumentul                                  | Scenă de masă                   | V. Cupcea             | 1983 |
| 30      | D. Matcovschi      | Abecedarul                                  | Nora                            | V. Apostol            | 1983 |
| 31      | G. Malarciuc       | Marselieza                                  | Paula Lami                      | I. Șcurea             | 1984 |
| 32      | A. Marinat         | Curajul băbaților                           | Lucica                          | V. Apostol            | 1984 |
| 33      | V. Cupcea          | Ascultă tovarăș al meu                      | Recital                         | V. Apostol            | 1984 |
| 34      | I. Ghiorghiță      | Dimitrie Cantemir                           | Casandra                        | V. Rusu               | 1985 |
| 35      | L. Damian          | Buzduganul fermecat                         | Domnica                         | V. Madan              | 1985 |
| 36      | V. Alecsandri      | Despot Vodă                                 | Ana                             | A. Băleanu            | 1986 |
| 37      | V. Esenenco        | Fumuarul                                    | Drina                           | V. Ignat              | 1987 |
| 38      | A. Hait            | Aniversarea motanului Leopold               | Șoricelul cenușiu               | M. Timofti            | 1987 |
| 39      | V. Matei           | Prologul                                    | Ana                             | I. Bordeianu          | 1987 |
| 40      | Sinakeivici        | Cizmărița si Împărăteasa                    | Scenă de masă                   | T. Jucov              | 1987 |
| 41      | V. Madan           | Soacra cu trei nurori                       | Ileana                          | V. Cupcea             | 1988 |
| 42      | Erdman             | Sineucigașul                                | Cleopatra                       | I. Todorov            | 1989 |
| 43      | M. Eminescu        | Luceafărul                                  |                                 | C. Florescu           | 1992 |
| 44      | T. Popescu         | Omul căzut din cer                          | Ana                             | G. Popa               | 1992 |
| 45      | C. Magne           | O dragoste de milioane                      | Iarmain                         | A. Pesteanu           | 1992 |
| 46      | R. Thomas          | 7-8 Femei                                   | Augustin                        | A. Pesteanu           | 1992 |
| 47      | Albe               | Grămada cu nisip                            | Mama                            | S. Comănici           | 1993 |
| 48      | Mrozek             | Pe jos                                      | Precupeața                      | R. Barbosu            | 1993 |
| 49      | E. de Filippo      | Jobenul Bettina                             |                                 | I. Cibotaru           | 1993 |
| 50      | H.C. Anderser      | Degețica                                    | Broasca-mamă                    | V. Cazacu             | 1993 |
| 51      | D. Farchila        | Fata din dafini                             | Figurație                       | S. Alexandrescu       | 1994 |
| 52      | R. Guga            | Moartea domnului Platfus                    | Tînara și femeia cu ghiocei     | G. Cadariu            | 1995 |
| 53      | V. Mihai           | Girator                                     | Mamona                          | S. Alexandrescu       | 1995 |
| 54      | F. Dostoevschi     | Crimă și pedeapsă                           | Katerina Ivanovna Marmeladova   | A. Barannikov         | 1996 |
| 55      | I. Dragoi          | Sacrificiul                                 | Vicepreședinta                  | M. Lungeanu Rabinschi | 1996 |
| 56      |                    | Povestea poveștilor                         | Figurație                       | B. Voicu              | 1997 |
| 57      | N. Machiavelli     | Mătrăguna                                   | Sostrata                        | Popescu               | 1997 |
| 58      | L. Andreel         | Recviem                                     |                                 | H. Mihaiu             | 1998 |
| 59      | T.S. Stermin       | Hruba cu stele                              | T.S. Stermin                    | Mila                  | 1998 |
| 60      | Perrucci           | Arlechino pe Lună                           | Pulcinella                      | A. Colteanu           | 1998 |
| 61      | B. Fox             | Lazaretul                                   | Lepros                          | G. Badea              | 1999 |
| 62      | I. Creangă         | Capra cu trei iezi ș-un lup                 | Capra                           | M. Bucur              | 1999 |
| 63      | S. Mrozek          | Casa de pe graniță                          | Soacra                          | I. Saba               | 2001 |
| 64      | H.C. Andersen      | Degețica                                    | Vrăjitoarea, Fluturele, Broasca |                       | 2001 |
| 65      | A.A. Milne         | Ursulețul Winnie                            | Bufnița                         | V. Cazacu             | 2002 |
| 66      | A.P. Cehov         | Trei surori                                 | Natașa                          | R. Afrim              | 2003 |
| 67      | I. Creangă         | Singuri acasă                               | Capra                           | M. Bucur              |      |

## Premii și nominalizări
- Premiul I în cadrul Festivalului televizat de recitare (1970)
- Premiul I cu recitalul « Dar mai întîi » la Concursul Republican al Actorilor Declamatori (1979)
- Premiul I pentru cel mai bun rol feminin al anului între actorii tineri. Elisaveta din « Pe-o gură de rai » de Ion Podoleanu în regia lui Veniamin Apostol și Andrei Băleanu (1980)
- Premiul II în cadrul concursului « Eminesciana » (Chișinău) cu recitalul « De dorul Tău » de Veronica Micle (1989)
- Premiul II în cadrul concursului « Eminesciana » (Chișinău) cu recitalul pe versurile lui Mihai Eminescu (1990)
- Premiul pentru libertatea culturii, pentru continuitatea tradiției spirituale oferit de Inspectoratul pentru cultură al județului Covasna (23 ianuaria 1993)
- Premiul I în cadrul festivalului « Lucian Blaga » de la Sebeș-Alba cu recitalul « Ecce Tempus » (6 mai 1993)
- Premiul special « Hors Concours » acordat de poetul Ion Miloș – Suedia. Festivalul « Lucian Blaga » cu recitalul « Sufletul se apleacă soartei și iubirei și alte iubiri » de Ion Miloș (6 mai 1995)
- Nominalizare pentru cel mai bun rol feminin – Precupeața din spectacolul « Pe Jos » de Slawomir Mrozek in regia lui Romeo Bărbosu – festivalul « Atelier », Sfîntu Gheorghe (aprilie 1994)
- Premiul pentru libertatea culturii pentru anul 1997 acordat de Inspectoratul de cultură, prefectură și consiliul județean (10 ianuarie 1998)
- Nominalizare pentru cel mai bun rol – Mila din « Hruba cu stele »  autor și regizor  Theodor Smeu Stermin – festivalul « Atelier » (1999)